# Natalie Cook
Natalie Louise Cook (ur. 19 stycznia 1975 w Townsville) – australijska siatkarka plażowa, dwukrotna medalistka olimpijska.
W 1996 w Atlancie została brązową medalistką olimpijską w parze z Kerri Pottharst. Był to debiut tej dyscypliny na igrzyskach olimpijskich. Cztery lata później stanęły na najwyższym stopniu podium. Brała udział w IO 04 i IO 08. Dwukrotnie – w 1996 i 2003 – była brązową medalistką mistrzostw świata.
Została odznaczona Orderem Australii.
Od 2008 r. jest w związku z Sarah Maxwell, kanadyjską siatkarką plażową.

## Odznaczenia
- Order of Australia (2000)